# ترشکی وره
ترشکی وره (به لاتین: Trški Vrh) یک زیستگاه انسانی در کرواسی است که در کراپینا-زاگریه واقع شده‌است.